# Мамонов, Денис Николаевич
Денис Николаевич Мамонов (8 декабря 1981, Талды-Курган, Казахская ССР, СССР) — казахстанский футболист, главный тренер «Жетысу» до 21 года.

## Биография
Начинал играть в родном Талдыкоргане, в клубе Кайнар. Помог команде подняться из первой лиги в высший дивизион.
В сезоне 1999 года с 5 голами стал лучшим бомбардиром «Жетысу». За последующие сезоны он забил лишь гол в составе «Жетысу».
В отличие от Дениса его старший брат Дмитрий продолжает игровую карьеру в «Кайрате», в чемпионатах Казахстана забил более 30 мячей, сыграл около 300 матчей.

## Тренерская карьера
После окончания игровой карьеры стал тренером. В 2008-09 годах тренировал дублирующий состав «Жетысу». В 2011 году принял руководство вновь созданной женской командой «Жетысу».
С 2016 года стал главным тренером ФЦ Жетысу-1999 г.р.